# Basilique San Albino de Mesilla
La basilique San Albino, autrefois connue sous le nom église San Albino, est une église située à Mesilla, au Nouveau-Mexique (États-Unis), et faisant partie du diocèse de Las Cruces.

## Historique
À l'époque de sa construction, elle se trouvait au Mexique. La première église en ce lieu date de 1852 et l'édifice actuel, construit en 1906, est une des plus anciennes églises de la région. Des messes quotidiennes ont lieu en anglais et en espagnol,.
En 2008, la Congrégation pour le culte divin et la discipline des sacrements du Vatican lui a donné le titre de basilique mineure.

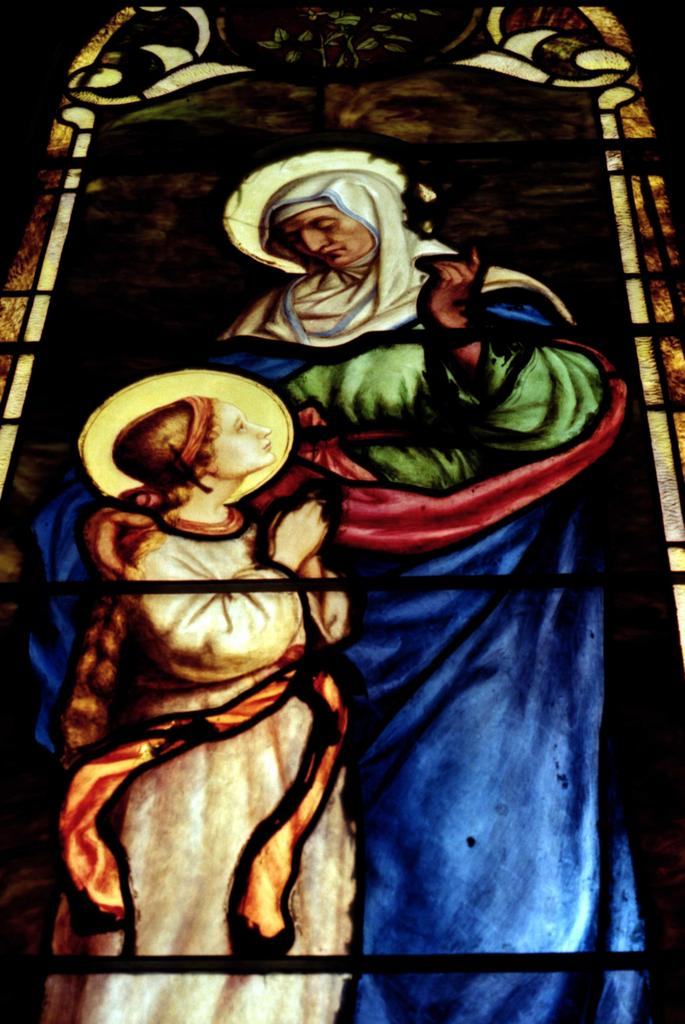
Vitrail dans la basilique.

## Source
- (en) Cet article est partiellement ou en totalité issu de l’article de Wikipédia en anglais intitulé « Basilica of San Albino » (voir la liste des auteurs).